# Bacharach Nunatak
Bacharach Nunatak är en nunatak i Antarktis. Den ligger i Västantarktis. Argentina, Chile och Storbritannien gör anspråk på området. Toppen på Bacharach Nunatak är 1 748 meter över havet.
Terrängen runt Bacharach Nunatak är kuperad åt sydväst, men åt nordost är den platt. Trakten är obefolkad. Det finns inga samhällen i närheten.